# NGC 24
NGC 24 és una galàxia espiral a la constel·lació de l'Escultor.